# Прапор Білогірського району (Крим)
Прапор Білогірського району затверджений 28 грудня 2010 року рішенням Білогірської районної ради.

## Опис
Прямокутне полотнище із співвідношенням ширини до довжини 2:3, яке складається з двох горизонтальних смуг — синьої та жовтої, розділених вузькою зеленою кроквоподібною смугою. На верхній смузі — біла гора, на нижній — червона чаша з плодами.

## Значення символіки
Проект прапора побудований на основі елементів герба Білогірського району і несе його символіку.